# Зьомакі (Шидловецький повіт)
Зьомакі (пол. Ziomaki) — село в Польщі, у гміні Шидловець Шидловецького повіту Мазовецького воєводства.
У 1975-1998 роках село належало до Радомського воєводства.